# ویورتون، چشر
ویورتون (به انگلیسی: Waverton) یک روستا و محله مدنی در بریتانیا است که در چشر غربی و چستر واقع شده‌است. ویورتون ۱٬۵۶۰ نفر جمعیت دارد.